# «Дивний Ел» Янковик
Альфред Метью «Дивний Ел» Янковик (англ. Alfred Matthew «Weird Al» Yankovic) (народився 23 жовтня, 1959) — американський музикант, сатирик, пародист, актор і телевізійний продюсер. Янковик зажив популярності, зокрема, завдяки своїм гумористичним пісням — пародіям на відомі пісні Америки. Він записав більш як 150 пародійних та своїх власних пісень. «Дивний Ел» тричі отримував нагороду «Ґреммі» і його пісні були одними з найпопулярніших, вигравали золоті та платинові платівки. Крім запису альбомів Ел знімався у власному фільмі та телепрограмі, мав невеличкі ролі в інших кінофільмах: у трьох серіях «Голого пістолету», озвучував ролі в «Сімпсонах», «Футурамі» та інших.

## Біографія
Альфред Янковик народився в сім'ї Ніка і Мері-Єлізавети Янковик. Батько Ніка Янковика був ветераном Другої Світової Війни, — сином емігрантів з Югославії. Мати Альфреда походила зі змішаної англо-італійської родини. Альфред Янковик був єдиною дитиною і виріс в м. Лінвуд, Каліфорнія. В сім років Альфред пішов на курси гри на акордеоні й протягом років вдосконалював свої навички гри на інструменті. В школі Янковик був досить обдарованим учнем, він пішов в школу раніше за своїх одноліток і з першого класу завдяки своїм здібностям зразу перейшов в третій. Таким чином школу він закінчував «на відмінно» і ще був на два роки молодшим від інших учнів в класі. Альфред не тільки добре навчався, але й брав активну участь в позакласному житті школи, грав в студентському театрі.
Ще в школі, у 1976 р. Янковик записав свою першу касету — дві пародії на відомі пісні того часу. Коли він відіслав касету до радіостанції, на його здивування одна з пісень потрапила в ефір. По закінченні школи Ел вступив в коледж на факультет архітектури. В студентські роки він працював диск-жокеєм на студентській радіостанції, де його друзі прозвали «Дивний Ел». Ел був популярним серед студентської аудиторії й ставився до цього прізвиська як до свого сценічного образу на хвилях радіостанції. В рамках місцевої благодійної компанії свою першу пародійну пісню — «Take Me Down», він випустив у 1978 році під ім'ям Альфред Янковик.

### Початок музичної кар'єри
Наступного року, влітку 1979 р. Ел записав пісню «Моя Болонья», як пародію на популярну в той час пісню «Моя Шарона» (англ. My Sharona) гурту The Knack. Цю пісню заради акустичного ефекту він записав в туалеті, взявши туди свій акордеон. Касету з записом Ел відіслав на радіостанцію і пародія моментально стала популярною. Пізніше він зустрівся з виконавцями оригінальної пісні які запропонували продюсерам записати окрему платівку з пародією. Завдяки цій платівці Ел отримав свій перший контракт і почав серйозно сумніватися в тому, чи він таки стане архітектором — кар'єра музиканта стала дуже привабливою.
14 вересня 1980 р. Ел вже виступав в живому ефірі на радіостанції в комічній програмі, де він виконував пародію на пісню групи Queen «Another One Bites the Dust». Пародія називалася «Another One Rides the Bus» — вона стала настільки популярною, що саме з нею Ел перший раз з'явився на телебаченні. З 1981 р. «Дивний Ел» почав серйозно займатися музикою і гастролював по Америці — тоді ж і з'явилася ідея створити свій власний гурт. Виступи в складі групи, однак, не користувалися великою популярністю. Його пародії тим часом ставали дедалі популярнішими — для багатьох музикантів пародія їх пісень «Дивним Елом» означала своєрідне визнання якості їхньої роботи. Майже всі, з кого Ел робив пародії були задоволені майстерністю і гарним смаком пародиста. Протягом багатьох років «Дивний Ел» зробив велику кількість пародій і власних пісень, його репертуар увібрав у себе майже всіх популярних музикантів Америки. «Дивний Ел» Янковик знявся в багатьох кліпах та в численних телевізійних програмах. Він також грав епізодичні ролі в багатьох фільмах.

### Сімейне життя
У січні 1998 р. Янковик радикально змінив свій зовнішній вигляд — за допомогою операції він покращив свій зір, позбувся окулярів та зголив вуса. 10 лютого 2001 року «Дивний Ел» Янковик одружився з Сюзаною Краєвскі, і 11 лютого 2003 р. в них народилася донька Ніна.

### У «Сімпсонах»
В одному з епізодів мультиплікаційного серіалу «Сімпсони» Мардж запрошує «Дивного Ела» заспівати для свого чоловіка. В українському адаптивному перекладі його називають «Диваком Кузьмою», через часткову схожість зовнішнього вигляду Ела та фронтмена українського гурту «Скрябін» Андрія «Кузьми» Кузьменка

## Дискографія
- The Compleat Al — серпень 1985
- UHF (film) — 21 липня 1989
- The «Weird Al» Yankovic Video Library — травень 1992
- Alapalooza: The Videos — грудень 1993
- «Weird Al» Yankovic: The Ultimate Collection — 1993
- Bad Hair Day: The Videos — червень 1996
- «Weird Al» Yankovic: The Videos — січень 1998
- «Weird Al» Yankovic Live! — 23 листопада 1999
- «Weird Al» Yankovic: The Ultimate Video Collection — 3 листопада 2003
- The Weird Al Show — The Complete Series — 15 серпня 2006